# Семенцов, Павел Васильевич
Павел Васильевич Семенцов (9 апреля 1919 — 18 июля 2000) — старшина батареи 45-мм пушек 181-го гвардейского стрелкового полка (61-я гвардейская стрелковая дивизия, 57-я армия, 3-й Украинский фронт), гвардии старшина — на момент последнего представления к награждению орденом Славы. Полный кавалер ордена Славы.

## Биография
Родился 9 апреля 1919 года на хуторе Абакумово Кашарского района Ростовской области.
В 1939 году был призван в Красную Армию. На фронте в Великую Отечественную войну с июня 1941 года. Воевал в артиллерии.
19 мая 1944 года гвардии старший сержант Семенцов Павел Васильевич награждён орденом Славы 3-й степени. 8 октября 1944 года награждён орденом Славы 2-й степени.
Весной 1945 года участвовал в отражении контратак противника северо-западнее города Домбовар Венгрия. 14 марта под огнём противника он обеспечил бесперебойное снабжение батареи боеприпасами и питанием. 15 марта заменил раненого командира орудия и точными выстрелами вывел из строя пулемёт и свыше 10 солдат. Приказом от 13 мая 1945 года гвардии старшина Семенцов Павел Васильевич награждён орденом Славы 2-й степени повторно.
В 1946 году был демобилизован.
Указом Президиума Верховного Совета СССР от 4 мая 1976 года в порядке перенаграждения Семенцов Павел Васильевич награждён орденом Славы 1-й степени. Стал полным кавалером ордена Славы.
Жил в городе Мичуринске. Скончался 18 июля 2000 года.